# Летонија на Европском првенству у атлетици у дворани 2017.
Летонија је учествовала на 34. Европском првенству у дворани 2017 одржаном у Београду, Србија, од 3. до 5. марта. Ово је тринаесто европско првенство у дворани од 1992. године од када је Летонија први пут учествовала. Репрезентацију Летоније представљало  је 5 такмичара (3 мушкарца и 2 жене) који су се такмичили у 6 дисциплине (4 мушкe и 2 женске).
На овом првенству Летонија није освојила ниједну медаљу. У табели успешности према броју и пласману такмичара који су учествовали у финалним такмичењима (првих 8 такмичара) Летонија је са 2 учесником у финалу заузела 29. место са 5,50 бодова.
| Пл. | Земља    | 1. место | 2. место | 3. место | 4. место | 5. место | 6. место | 7. место | 8. место | Бр. фин. Бод. |
| --- | -------- | -------- | -------- | -------- | -------- | -------- | -------- | -------- | -------- | ------------- |
| 29. | Летонија | –        | –        | –        | 1 – 5    | –        | –        | –        | 1 - 0,50 | 2 - 5,50      |

## Учесници
| Мушкарци: - Јанис Ванагс — Скок увис - Марекс Арентс — Скок мотком - Елвијс Мисанс — Скок удаљ, Троскок | Жене: - Синдија Букша — 60 м - Лига Велвере — 800 м |  |

## Резултати

### Мушкарци
| Атлетичар     | Дисциплина  | Лични рекорд | Квалификације | Квалификације | Полуфинале | Полуфинале | Финале               | Финале       | Детаљи |
| Атлетичар     | Дисциплина  | Лични рекорд | Резултат      | Место         | Резултат   | Место      | Резултат             | Место        | Детаљи |
| ------------- | ----------- | ------------ | ------------- | ------------- | ---------- | ---------- | -------------------- | ------------ | ------ |
| Јанис Ванагс  | Скок увис   | 2,20         | 2,16          | 16.           |            |            | Није се квалификовао | 16 / 20      |        |
| Марек Ерентс  | Скок мотком | 5,60         |               |               |            |            | 5,60 ЛРС             | 8 / 11 (12)  |        |
| Елвијс Мисанс | Скок удаљ   | 8,00         | 7,72 кв       | 8.            |            |            | Без пласмана         | Без пласмана |        |
| Елвијс Мисанс | Троскок     | 16,77        | 16,81 КВ, ЛР  | 4.            | 17,02 ЛР   | 4 / 18     |                      |              |        |

### Жене
| Атлетичарка    | Дисциплина | Лични рекорд | Квалификације | Квалификације | Полуфинале            | Полуфинале            | Финале                | Финале                | Детаљи |
| Атлетичарка    | Дисциплина | Лични рекорд | Резултат      | Место         | Резултат              | Место                 | Резултат              | Место                 | Детаљи |
| -------------- | ---------- | ------------ | ------------- | ------------- | --------------------- | --------------------- | --------------------- | --------------------- | ------ |
| Синдија Букшае | 60 м       | 7,43         | 7,50          | 7. у гр. 2    | Није се квалификовала | Није се квалификовала | Није се квалификовала | 27 / 37 (38)          |        |
| Лига Велвере   | 800 м      | 2:02,18 НР   | 2:06,03 КВ    | 2. у гр. 1    | Дисквалификована      | Дисквалификована      | Није се квалификовала | Није се квалификовала |        |